# Aloe verdoorniae
Aloe verdoorniae é uma espécie de liliopsida do gênero Aloe, pertencente à família Asphodelaceae.